# Likak
Līkak (farsi لیکک) è il capoluogo dello shahrestān di Bahmai, circoscrizione Centrale, nella provincia di Kohgiluyeh e Buyer Ahmad. Aveva, nel 2006, 12.226 abitanti.